# Фирсов, Владимир Григорьевич
Владимир Григорьевич Фирсов (29.02.1932 — 01.01.2002) — российский учёный, доктор химических наук, основатель нового направления в радиохимии — химии мюония. Соавтор двух научных открытий.
Окончил химический факультет МГУ (1954).
Получил направление в Теплотехническую лабораторию, реорганизованную позже в ИТЭФ — Институт теоретической экспериментальной физики, где и работал всю последующую жизнь, с 1972 по 1998 г. начальник лаборатории физической химии. Последняя должность — главный научный сотрудник ИТЭФ.
В 1962 г. защитил кандидатскую диссертацию «Механизм окислительных радиолитических реакций на основе приближенной модели радиолиза и 1½ — закономерностей» (руководитель Б. В. Эршлер).
В 1965 г. стал соавтором научного открытия «Явление существования мюония в конденсированных средах». Его формула:
- «Экспериментально установлено неизвестное ранее явление существования атомарного мюония, впервые наблюдавшегося в конденсированных химически инертных средах по ларморовой прецессии системы спинов его триплетного состояния в поперечном магнитном поле». Авторы: М. Я. Балац, Л. И. Бабаев, Г. Г. Мясищева, Ю. В. Обухов, В. Г. Фирсов, В. С. Роганов. Номер и дата приоритета: № 161 от 3 ноября 1965 г.

В 1965 г. первый в мировой науке предложил и обосновал идею использования параметров деполяризации положительных мюонов в конденсированных средах для определения скоростей химических реакций водородоподобных атомов.
В 1969 г. стал соавтором ещё одного научного открытия «Свойство одноэлектронных атомов в кристаллических полупроводниках быть глубокими донорами». Формула:
- «Экспериментально установлено неизвестное ранее свойство одноэлектронных атомов, внедренных в кристаллическую решетку полупроводника, быть глубокими донорами, проявляющееся в существенном уменьшении размеров области локализации принадлежащего им электрона по сравнению с аналогичной характеристикой для мелких водородоподобных донорных центров». Авторы: Е. В. Минайчев, Г. Г. Мясищева, Ю. В. Обухов, Г. И. Савельев, В. Г. Фирсов, Д. Г. Андрианов, В. И. Фистуль, В. С. Роганов. Номер и дата приоритета: № 259 от 12 декабря 1969 г.

В 1970 г. защитил докторскую диссертацию:
- Исследования химии мюония : диссертация … доктора химических наук : 02.00.00 / В. Г. Фирсов. — Москва, 1969. — 259 с. : ил.

Автор более 100 научных работ. Некоторые публикации:
- Гольданский В. И., Фирсов В. Г., Химия новых атомов, «Успехи химии», 1971, т. 40, в. 8.
- Фирсов В. Г., Бяков В. М. «О химических реакциях мюония. Метод определения абсолютных констант скоростей и других параметров реакций» ЖТЭФ 47 (9) 1074 (1964)
- Мясищева Г. Г., Обухов Ю. В., Роганов В. С., Фирсов В. Г. «Химия мюония I. Исследование температурной зависимости химических взаимодействий мюония» Хим. выс.энерг. 1 387 (1967)